# عرش (گناوه)
عرش، روستایی (منطقه مسکونی) است از توابع بخش ریگ شهرستان گناوه استان بوشهر ایران.

## جمعیت
این روستا در دهستان رودحله قرار دارد و بر اساس سرشماری سال ۱۳۹۵ آمار رسمی جمعیت آن ۱۱ نفر می‌باشد.